# Julio Pérez Canto
Julio Pérez Canto (Santiago, 1867-1953) fue un abogado, diplomático y periodista chileno. Fue director del diario El Mercurio.

## Primeros años de vida

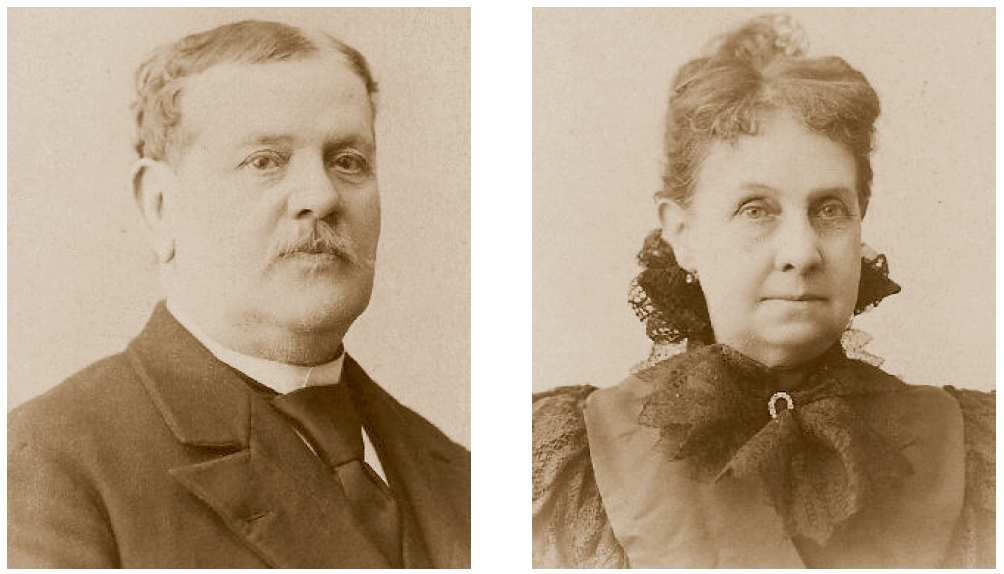
Rudecindo y Delfina, padres de Julio Pérez Canto

Julio Pérez Canto nació en la ciudad de Santiago, el primero de enero de 1867. Fue hijo de Rudecindo Pérez Reyes, destacado empresario capitalino, y Delfina del Canto Avilés. 
Tuvo once hermanos, entre los que también destacaron Clodomiro Pérez Canto, médico cirujano en la Guerra del Pacífico y el joven soldado y héroe nacional Arturo Pérez Canto, muerto en el Combate de la Concepción. 
Realizó sus estudios humanísticos en el emblemático Liceo de Valparaíso, hoy Liceo Eduardo de la Barra, establecimiento educacional ilustre y de gran nivel a fines del siglo diecinueve. Se recibió de abogado en la Universidad de Chile, especializándose en materias económicas en la London School of Economics de Inglaterra.

## Carrera diplomática
Representó a Chile como delegado de la Pan American Exposition, realizada en Búfalo, la segunda ciudad más grande del estado de Nueva York. Esta feria, celebrada en 1901, fue de gran importancia y tuvo carácter mundial. Se consideró como uno de los espectáculos tecnológicos más notables de su tiempo, debido a los avances demostrados en el ámbito de la electricidad.
En 1909, fue nombrado encargado de negocios de Chile en el Perú por el presidente Pedro Montt. También se desempeñó como cónsul del país en Centroamérica. En razón de su profunda convicción de integrar a Chile en el engranaje económico mundial, fue elegido cónsul general de la embajada chilena en Londres.

## Sus años enEl Mercurio

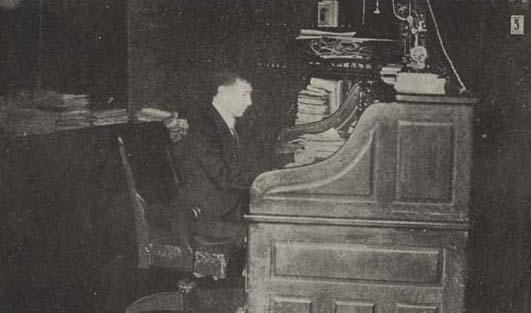
Pérez Canto en su escritorio en El Mercurio.

Se desempeñó como redactor financiero del diario El Mercurio desde 1911. 
Fue director de El Mercurio de Valparaíso desde 1915 a 1920, ocupando el mismo cargo en el rotativo de Santiago.
Según José Pelaez y Tapia es considerado como uno de los grandes periodistas que ha tenido el diario, y su nombre se menciona entre una lista de colaboradores de gran cultura y conocimiento, entre los que destacan: Guillermo Pérez de Arce, Joaquín Lepeley, Juan Larraín Martínez, Juan Esteban Ortúzar, Benjamín Vicuña Subercaseaux, Manuel Magallanes Moure, Carlos Vicuña Mackenna y los eminentes Víctor Domingo Silva y Emilio Vaisse.

## Muerte
Julio Pérez Canto muere en Santiago, el 13 de septiembre de 1953. En su funeral estuvieron presentes Agustín Edwards Budge y René Silva Espejo, máximas autoridades de El Mercurio y referentes de primer nivel del periodismo nacional. En representación de los empleados de la empresa, Raúl Silva, camarada y colega de trabajo, se expresó en los siguientes términos:

Fue uno de los colaboradores que ha hecho más historia en El Mercurio de Santiago y Valparaíso, donde puso su inteligencia, su infatigable laboriosidad y su hombría de bien al servicio del progreso informativo, de la divulgación de principios de sana orientación política y económica y de la extensión de la cultura popular.
Raúl Silva.